# Никитинка (приток Вятки)
Никитинка (устар. Сухала) — река в России, протекает по Верхнекамскому району Кировской области. Устье реки находится в 1100 км по левому берегу реки Вятки. Длина реки составляет 15 км.
Исток реки находится в торфяниках в 7 км восточнее посёлка Черниговский в 22 км к юго-западу от города Кирс. Река течёт на восток. Всё течение лежит в ненаселённом заболоченном лесу. Впадает в Вятку в 3 км к юго-западу от деревни Кочкино.

## Данные водного реестра
По данным государственного водного реестра России относится к Камскому бассейновому округу, водохозяйственный участок реки — Вятка от истока до города Киров, без реки Чепца, речной подбассейн реки — Вятка. Речной бассейн реки — Кама.
Код объекта в государственном водном реестре — 10010300212111100030177.